# Римский железный век

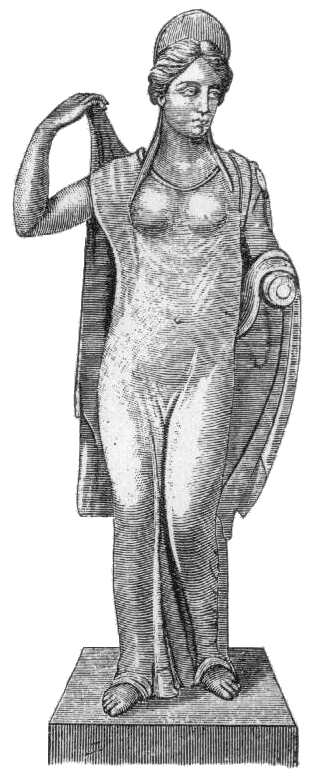
Римская бронзовая статуэтка, Эланд, Швеция

Римский железный век (1-400) — исторический период, выделенный шведским археологом О. Монтелиусом для части земель Скандинавии, Северной Германии и Нидерландов, не охваченной посткельтскими культурами эпохи римского владычества.
Название периода связано с тем, что именно в это время Римская империя стала оказывать влияние на германские племена Северной Европы. Предшествующий период, доримский железный век, являлся логическим развитием скандинавского бронзового века. За римским железным веком следует германский железный век как локальная тенденция эпохи Великого переселения народов.

## Скандинавия
В Скандинавию в этот период поступает большое количество привозных товаров, таких, как монеты (обнаружено более 7000), сосуды, бронзовые изображения (статуэтки), стеклянные кубки, эмалевые пряжки, оружие и др. Более того, стиль металлических изделий и глиняных сосудов был выраженно римским. Впервые появляются такие изделия, как ножницы, игровые фигуры. В 3 и 4 вв. заимствуются некоторые культурные элементы у германских племён, обитавших к северу от Чёрного моря, в том числе руны.
К этому же периоду относится большинство «болотных людей» — мумифицированных останков, хорошо сохранившихся в торфянике. Такие тела обнаружены в Дании, Шлезвиге и на юге Швеции. Вместе с телами обнаружено оружие, предметы утвари и шерстяная одежда.
Крупные гребные суда 4 в. были обнаружены в болотистой местности Нюдам-Мосе (юг Дании).
Основной погребальной традицией была кремация, однако начиная с 3 в. и далее всё чаще вместо неё встречается ингумация (трупоположение).

## Наступление германского железного века
В 5-6 вв. н. э. всё больше распространяются золото и серебро, которые привозят с собой в родные места германцы, грабившие бывшие провинции Римской империи. В Северной Европе наступает эпоха германского железного века.